# Acido mellitico
L'acido mellitico o acido benzenesacarbossilico, è un acido carbossilico scoperto da M. H. Klaproth nel minerale mellite, che è il sale di alluminio dell'acido.